# Виллет, Рето де
Луи́ Ма́рк Антуа́н Рето́ де Вилле́т (фр. Louis Marc Antoine Rétaux de Villette; 9 февраля 1754 — 1797) — французский дворянин и фальсификатор, один из обвиняемых по «Делу о бриллиантовом ожерелье».

## Биография
Рето де Виллет происходил из небогатой дворянской семьи, чьи владения располагались неподалёку от Лиона. В молодые годы поступил на службу в армию, где дослужился до офицера жандармерии. О его дальнейшей жизни мало сведений, сообщается, что он занимался сутенёрством и фальсификацией документов.
Рето де Виллет был одним из главных обвиняемых по «Делу о бриллиантовом ожерелье». Де Виллет подделывал подпись королевы Марии-Антуанетты на бумагах, чтобы заверить покупку бриллиантового колье. Эту аферу организовала Жанна Ламмот. Рето де Виллет ставил поддельную подпись «Marie-Antoinette de France» («Мария-Антуанетта Французская») вместо положенной «Marie-Antoinette» («Мария-Антуанетта»). Кардинал Луи де Роган купил ожерелье и передал его «доверенному лицу из Версаля», которым был Рето де Виллет. Жанна Ламотт и её супруг продали часть бриллиантов за крупную сумму.
В августе 1785 года все фигуранты дела, кроме сбежавшего за границу супруга Жанны Ламмот, были арестованы и помещены в Бастилию. По приговору суда парижского парламента Рето де Виллет был приговорён к изгнанию из страны. Рето де Виллет уехал в Италию, где прожил более 10 лет и скончался в 1797 году.